# Rengha Rodewill
Rengha Rodewill (Hagen /Westfalen 11 oktober 1948) is een Duitse fotograaf, auteur, schilder, grafisch kunstenaar en danser.

## Biografie
Rodewill groeide op in Hagen. Ze studeerde toneeldans met Ingeburg Schubert-Neumann in Hagen en schilderde met Will D. Nagel. Na haar studie in Italië en Spanje verhuisde ze in 1978 naar Berlijn, waar ze in 1998 een studio opende in Potsdam-Babelsberg. 
Met de dichteres Eva Strittmatter, waarvan gedichten ook deel uitmaken van haar eerste boekpublicatie Zwischenspiel - Poetry, Photography (2010), gebruikte Rodewill een artistieke uitwisseling van 2000 tot de dood van Strittmatter in 2011.
Rodewill heeft exposities in binnen- en buitenland. Ze is ook de initiator van verschillende cross-overprojecten. De tentoonstellingen en evenementen van Rodewill, die zij al vele jaren organiseert, bevatten bekende artiesten zonder betaling. In april 2006 vond het benefietevenement Benefizzz for Kids voor zieke kinderen plaats in het Julius Stern-instituut van de Berlijnse universiteit voor de kunsten.
Rodewill heeft exposities in binnen- en buitenland. Ze is ook de initiator van verschillende cross-overprojecten. De tentoonstellingen en evenementen van Rodewill, die zij al vele jaren organiseert, bevatten bekende artiesten zonder betaling. Met de jazzklarinettist Rolf Kühn is hij de oudere broer van de pianist Joachim Kühn, en zijn trio was de vernissage, een jazz-liveconcert. Op de Friedrich Naumann Foundation in Potsdam-Babelsberg, in mei 2004, toonde Rodewill objecten en materiële collages onder de titel BTrachtungsweisen, afbeeldingen uit de cyclusreeks op het plein. Voor de 100ste verjaardag van de joodse dichter Mascha Kaléko creëerde Rodewill een tweedelige kunstinstallatie. De tentoonstelling Hommage à Mascha Kaléko was in september 2007 in het Georg Kolbe Museum Berlin. In september 2009 verlieten actrice en Diseuse Gisela May uit haar boek op Rodewill's liefdadigheidsevenement Benefiz für Spatz (Charity for Sparrow).

Kunstwerken van Rodewill zijn in privébezit en in collecties.
Rodewill woont in Berlijn en werkt als fotograaf en auteur.

## Interviews
- Götz J. Pfeiffer: Neuer Ort für Kunst in Potsdamer Neuste Nachrichten am 3. Juni 2004, online unter pnn.de
- Ulrich Biermann: DDR-Frauengefängnis Hoheneck "Wir wurden wie Abschaum behandelt". Gespräch mit Rengha Rodewill am 30. Juni 2014 in Resonanzen WDR 3, Archiv: WDR 3 vom 5. Juli 2014
- Franca Fischer: So wurden die Häftlinge in Bautzen gequält, in Die Welt am 10. September 2013, online unter welt.de
- Martina Helmig: Im Gespräch die Fotografin "Zwischenspiel in den Kulissen", in Berliner Morgenpost am 30. September 2010, online unter Berliner Morgenpost.de
- Michael Hametner: Eva Strittmatter Abend Gespräch mit Rengha Rodewill und Jonas Plöttner, Alte Handelsbörse (Leipzig), 8. Februar 2011
- Christhard Läpple: Buchvorstellung Bautzen II - Dokumentarische Erkundung in Fotos Gespräch mit Rengha Rodewill, Markus Meckel und Sigrid Grünewald, DBB Beamtenbund und Tarifunion Berlin, 13. September 2013
- Bebra-Verlag]:  Angelika Schrobsdorff - Leben ohne Heimat, Lesung und Gespräch mit Rengha Rodewill, Voice Republic, Literaturforum, Leipziger Buchmesse, Leipzig 23. März 2017
- Tina Gerhäusser: Der Tag - Die Geschichten hinter den Nachrichten, Gespräch mit Rengha Rodewill über das Buch Angelika Schrobsdorff - Leben ohne Heimat, DW-TV Berlin, 5. Mai 2017

## Weblinks
- DNB-Portal
- Website van Rengha Rodewill

- Bibliothèque nationale de France: cb452651305 (data)
- Gemeinsame Normdatei: 14132189X
- International Standard Name Identifier: 0000 0000 7963 1980
- Library of Congress Control Number: no2011151835
- Nationale Bibliotheek van Israël: 987007362510105171
- Système universitaire de documentation: 244031088
- Virtual International Authority File: 120918478
- WorldCat: E39PBJpPCQYgX73KmFh44TxxDq